# Pseudophisma pritanis
Pseudophisma pritanis är en fjärilsart som beskrevs av Pieter Cramer 1779. Pseudophisma pritanis ingår i släktet Pseudophisma och familjen nattflyn. Inga underarter finns listade.